# Dzerkało Tyżnia
Dzerkało Tyżnia (ukr. Дзеркало тижня, ros. Зеркало недели) – ukraiński tygodnik społeczno-polityczny, jedno z najbardziej wpływowych czasopism na Ukrainie. Nakład 57 tysięcy egzemplarzy (2005 r.)
Gazetę założono w Kijowie w 1994 jako rosyjskojęzyczny tygodnik pod nazwą „Zerkało nedeli”, ale od 2002 roku wychodzi zarówno po rosyjsku, jak i po ukraińsku. Począwszy od 2001 roku najważniejsze artykuły publikowane są na stronie internetowej również po angielsku. Na stronie internetowej gazety cała zawartość tygodnika jest publikowana bezpłatnie. Tygodnik wychodzi w soboty, a strona internetowa jest aktualizowana w piątek wieczorem lub w nocy z piątku na sobotę.

## Audytorium
Poniższe dane z ankieta 2000 roku.
Audytorium w 2/3 składa się z mężczyzn i w 1/3 – z kobiet. Średni wiek czytelnika – 39 lat.
Zdecydowana większość czytelników ma wyższe wykształcenie – 79,7%.
Wykwalifikowani specjaliści stanowią 39% wszystkich ankietowanych, menedżerowie i kierownicy średniego szczebla – 20%, 5% ankietowanych ma swój własny biznes, 3% stanowią kierownicy przedsiębiorstw.
Zdecydowana większość ankietowanych uznaje „Dzerkało Tyżnia” za gazetę niezaangażowaną i obiektywną.

## Nagrody
- 2001 – Fundacja „ZEIT-Stiftung” przyznała nagrodę „Młoda prasa Europy Zachodniej”.
- 2000 – Wyższa nagroda dziennikarska „Złote pióro”. Ogólnoukraiński Coroczny Konkurs Mediów.
- 1999 – Zdobywca ogólnoukraińskiej nagrody „Człowiek roku 99” w kategorii „Gazeta roku”.
- 1999 – Dziennikarz roku Serhij Rachmanin – redaktor działu polityki „DT” w ogólnokrajowym programie „Człowiek roku 99”.

## Zespół
- Wołodymyr Mostowy, redaktor naczelny
- Julia Mostowa, 1. zastępca redaktora naczelnego
- Mychajło Mychal, sekretarz redakcji
- Serhij Rachmanin, dział polityki
- Ołeksandra Prymaczenko, dział prawa
- Ołeksij Kononenko, dział kultury
- Alla Jeriomenko, dział bezpieczeństwa energetycznego
- Natalia Jacenko, dział gospodarki
- Lidia Surżyk, dział nauki, edukacji i ekologii
- Serhij Machun, dział historii
- Jakub Łoginow, korespondent zagraniczny w Polsce i Słowacji